# Blindham (Aying)
Blindham ist ein Ortsteil von Aying im oberbayerischen Landkreis München.

## Geographie
Die Einöde liegt circa vier Kilometer südlich von Aying an der Staatsstraße 2078.

## Baudenkmäler
Siehe auch: Liste der Baudenkmäler in Blindham
- Feldkapelle, erbaut 1890

## Freizeit
- BergTierPark Blindham mit zahlreichen Wildtiergehegen, einem Streichelzoo, Picknickplätzen und einem Abenteuerspielplatz.